# Puente Navajo
El puente Navajo (del inglés: Navajo Bridge) hace referencia a una pareja de puentes en arco de acero de Estados Unidos que cruzan el río Colorado cerca de Lee's Ferry, en el norte de Arizona. El puente más nuevo del par soporta el tráfico de vehículos en la U.S. Route 89A (US 89A) sobre el Marble Canyon, entre el sur de Utah y la franja de Arizona, lo que permite viajar a una remota región al norte del río Colorado, incluido el borde norte del parque nacional del Gran Cañón
Antes de completarse el primer puente Navajo, uno de los únicos cruces del río Colorado entre Arizona y Utah se encontraba a unos 8 km río arriba de este lugar, en la desembocadura del cañón Glen, donde el servicio de transbordador Lee llevaba operando desde 1873. El sitio del ferry había sido elegido como el único acceso relativamente fácil al río para los viajeros que iban hacia el norte y hacia el sur. En la década de 1920, el tráfico de automóviles comenzó a utilizar el servicio de ferry, aunque no se consideraba un cruce seguro y confiable ya que el mal tiempo y las inundaciones impedían muchas veces su funcionamiento.
La inauguración del puente original fue del 14 al 15 de junio de 1929, con el nombre oficial de puente del Gran Cañón (Grand Canyon Bridge). La legislatura estatal cambió el nombre a puente Navajo cinco años después, en 1934. El puente original, una vez que se inauguró el nuevo puente en 1995, fue cerrado al tráfico de vehículos y está abierto solo para su uso peatonal y ecuestre.
Los vanos dobles del puente Navajo ocupan el noveno lugar entre los puentes más altos de los Estados Unidos, con alturas casi idénticas de 142,3 m para el tramo original, y 143,3 m para el segundo vano.